# Huahine (comune)
Huahine è un comune francese delle Isole Sottovento, appartenente alla Polinesia francese.
Si estende sull'omonima isola per una superficie complessiva di 74 km². La popolazione, secondo il censimento del 2007, ammonta a 5.999 persone.
Il comune di Huahine è suddiviso amministrativamente in otto comuni associati:
- sull'isola di Huahine Nui quelli di Fare, Maeva, Faie e Fitii;
- sull'isola di Huahine Iti quelli di Maroe, Haapu, Parea e Tefarerii.

Attuale sindaco di Huahine è Marcelin Lisan.